# Tendring
Tendring è un distretto dell'Essex, Inghilterra, Regno Unito, con sede a Clacton-on-Sea.
Il distretto fu creato con il Local Government Act 1972, il 1º aprile 1974 dalla fusione del borough di Harwich con i distretti urbani di Brightlingsea, Clacton e Frinton and Walton e con il distretto rurale di Tendring.

## Parrocchie civili
- Alresford
- Ardleigh
- Beaumont-cum-Moze
- Bradfield
- Brightlingsea
- Clacton-on-Sea (città)
- Elmstead
- Frating
- Frinton and Walton
- Great Bentley
- Great Bromley
- Great Oakley
- Harwich
- Lawford
- Little Bentley
- Little Bromley
- Little Clacton
- Little Oakley
- Manningtree
- Mistley
- Ramsey and Parkeston
- St. Osyth
- Tendring
- Thorpe-le-Soken
- Thorrington
- Weeley
- Wix
- Wrabness